# Rita Hayworth y la redención de Shawshank
Primavera, esperanza eterna: Rita Hayworth y la redención de Shawshank (título original en inglés: Rita Hayworth and Shawshank Redemption) es una novela corta del escritor Stephen King publicada en la colección Las cuatro estaciones en 1982.

## Argumento
Andy Dufresne, acusado de asesinar a su esposa y al amante de esta, es condenado a dos cadenas perpetuas consecutivas en la prisión de Shawshank. Andy se relaciona con reos de la prisión, en especial con «Red», el que consigue cosas dentro de la prisión. Andy le pide solo dos cosas: un pequeño martillo y un póster de Rita Hayworth.
Esta mini novela de King ha sido muy alabada y marcó su reconocimiento no solo como escritor de terror, sino también dramático.

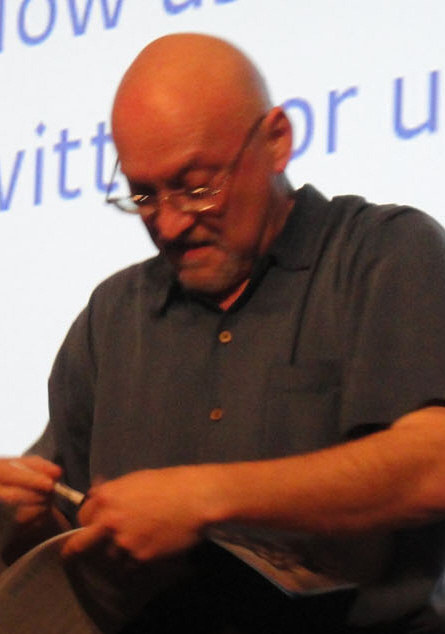
Frank Darabont dirigió la película adaptada de la novela de King en 1994, además de haber trabajado en otras cintas inspiradas en libros de King.

## Adaptación
- La adaptación de Frank Darabont The Shawshank Redemption (Sueños de libertad en Argentina y México o Sueños de fuga en Chile y Perú y como Cadena perpetua en España) fue protagonizada por Tim Robbins y Morgan Freeman.

La película obtuvo siete nominaciones a los Óscar en 1994 incluida la de mejor guion adaptado. Asimismo, la cinta se encuentra en el #1 del listado "Top Rated Movies» de IMDb como la mejor película de todos los tiempos.
- Datos: Q968314